# Дионисије Миковић
Дионисије Ђ. Миковић (Челобрдо, Паштровићи, 1861 — 1942) био је свештеник, публициста, књижевник, етнограф и национални радник.

## Биографија
Димитрије Ђ. Миковић, у калуђерству Дионисије, родио се у Паштровићима, на Челобрду, 1861. године од оца Ђура и мајке Стане, рођ. Кажанегре. У раном детињству тешко се разболео и после чудесног оздрављења у манастиру Прасквици, родитељи га, према завештању, у петој години живота предају манастиру да изучава богословске науке. После дванаест година учења, пред епископом Герасимом Петрановићем положио је све испите са највишом оценом. Са осамнаест година се закалуђерио и пароховао у манастирима Прасквици, Градишту и Дуљеву. По сопственој жељи отишао је y манастир Бању, где је радио на васпитању и образовању младих калуђера. Због његових заслуга, епископ Герасим га је произвео за игумана, 6. децембра 1891. године у катедралној цркви Св. Николе у Котору.
Дионисије Миковић се књижевним прилозима први пут јавио 1881. године у „Словинцу“, а потом је постао сарадник најзначајнијих оновремених књижевних часописа: „Јавора“, „Гласа истине“, „Гласа Црногорца“, „Српског листа“, „Луче“, „Просвјете“, „Босанско-херцеговачког источника“, „Дубровника“ и „Босанске виле“.
Дубоко родољубље и патриотизам игуман Дионисије је исказао кроз књижевни и публицистички рад. Аутор његовог животописа у „Босанској вили“ Богдан Р. Милановић, забележио је и следеће: „Цио његов живот и није ништа друго, до ли само дворба и угодба високијем идеалима: Српству и православљу“. У личности игумана Дионисија Миковића његови савременици најчешће су истицали честитост, скромност и самопрегоран, напоран рад који му је слабио крхко здравље.
„Силан дуг дугујем роду и цркви, па ваља да допринесем и ја бар камичак, на онај олтар јединства српског, основани у сваком племенитом и родољубном српском срцу; и да по дужности послужим својим скромним силама Богу и народу!" - одговарао је игуман Дионисије пријатељима, забринутим за његово здравље.
Због свог националног рада био је прогањан и затваран. По избијању Првог светског рата Дионисије Миковић је 1914. године био осуђен у Котору на пет година затвора (због болести затвор је замењен кућним притвором). Миковић је по избијању Другог светског рата доживео прогон од италијанских окупатора. Године 1941. био је приморан да напусти Рисан и манастир Бању у којем је провео више од пола века. Умро је 2. јуна 1942. године.
Објављујући његов животопис на насловној страни „Босанске виле”, Никола Т. Кашиковић га је уврстио у знамените Србе и уписао његово име у „Вилин” поменик, потомцима за незаборав.

## Књижевни и научни рад
Дионисије Миковић се први пут јавио у „Босанској вили“ 1887. године, и то као сакупљач. У броју 20. од 16. октобра објављенаје народна песма Ђевојка бор садила „Из непечатане збирке српскијех народнијех пјесама Дионисија Миковића“. У напомени уз песму записивач је прибележио: „Ова се пјесма пјева у српској Боки которској. Обично је пјевају женске: по двије и двије.
У „Босанској вили“ од 1888. до 1904. године објављено је и тринаест оригиналних радова Дионисија Миковића: поетских, прозних, етнографских, књижевно-критичких и културно-историјских. Његов најобимнији рад штампан у Кашиковићевом часопису свакако је студија о манастиру Режевићи : Српско-православни св.-успенски манастир Режевићи у Пљаштровићима у Боци Которској. Ова својеврсна монографија манастира Режевићи излазила је у десет наставака 1899. године, од другог до последњег броја тог годишта „Виле“. Дионисије Миковић је прецизно цитирао писана документа која доказују да је манастир Режевић настао на месту светоуспенског храма који је подигао Стефан Првовенчани.
Дионисије Миковић је објавио и књигу из црквене историје Српско-православно Бококоторско владичанство (Дубровник, 1907-8), о чему је „Босанска вила” известила у броју 8. из 1907. године. Српска краљевска академија наградила је овај рад из фонда архимандрита Нићифора Дучића са 30.000 динара у злату.
Етнографски прилог о свадбарским обичајима у Паштровићима под називом Паштровска свадба, који је аутор посветио паштровској омладини, „Босанска вила’’ је објављивала у једанаест наставака 1891. године. У првом чланку, некој врсти предговора (Неколико ријечи у напред), Миковић апелује на уједињење раскомаданог Српства, чување и неговање српске традиције и обичаја: „На нашим обичајима могу ни оправдано завиђати далеко срећнији и напреднији народи; - Они су нам праотачки аманет”.
У „Босанској вили” је објавио и четири приповетке: Ја и она (1888), Збогом мајко (1889), Попих своју крв (1889) и Мара Мушовићка (1904). Писане су реалистичким стилом, на народну. Аутор је у средиште приповедања ставио личности и места из свог завичаја, описујући догађаје из прошлости, из турског времена. На насловној страни „Босанске виле” од 15. фебруара 1897. године, објављен је животопис српског књижевника Вида Вулетића-Вукасовића из пера Дионисија Миковића.